# هالینا پوشویاتوسکا
هالینا پوشْویاتُوسْکا (به لهستانی: Halina Poświatowska) (زادهٔ ۹ مه ۱۹۳۵ در چستوهووا – درگذشتهٔ ۱۱ اکتبر ۱۹۶۷ در ورشو) شاعر و نویسندهٔ نامدار زن لهستانی و یکی از مهمترین چهره‌های ادبیات مدرن لهستان است. بسیاری هالینا پوشویاتوسکا را جزو بهترین شاعران زن لهستان و هم‌ردیف برندهٔ جایزه نوبل، ویسلاوا شیمبورسکا می‌دانند.

## زندگی

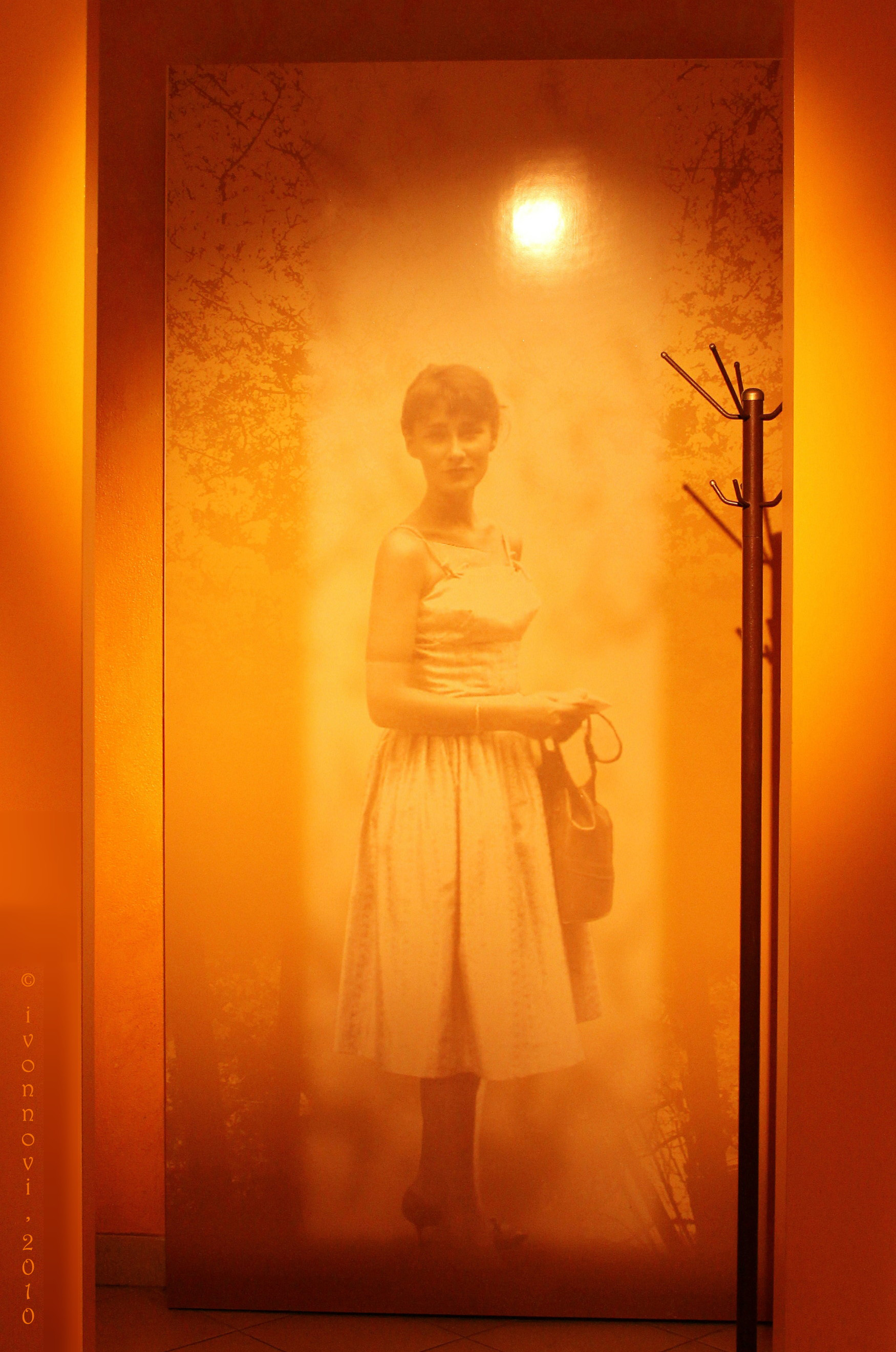
عکس شاعر در موزه اش در شهر چستوهووا؛ عکس از ایونا نویسکا

هالینا پوشویاتوسکا در ۹ مهٔ ۱۹۳۵ در شهر چستوهووا و با نام «هالینا میگا» (به لهستانی: Helena Myga) زاده شد. در زمستان ۱۹۴۵ وقتی که جبههٔ جنگ دوم جهانی از شهر چستوهووا می‌گذشت، هالینا دچار سرماخوردگی و آنژین شد که به دلیل شرایط جنگی و نبود دارو، این آنژین به قلب هالینا منتقل شد و به طوری که از آن پس او دچار مشکلات شدید قلبی درمان‌ناپذیری شد به طوری که اکثر زندگی‌اش در بیمارستان و استراحتگاه می‌گذشت.
در استراحتگاه هم بود که با عکاس جوانی به نام آدولف پوشویاتوسکی (به لهستانی: Adolf Poświatowski) آشنا شد و در سال ۱۹۵۴ با او ازدواج کرد. آدولف زیباترین عکس‌ها را از هالینا گرفت و تابلوی نقاشی همسر شاعرش را نیز کشید. اما با گذشت دو سال زندگی زناشویی، آدولف در اثر بیماری قلبی درگذشت و هالینای ۲۱ ساله بیوه شد. او از آن پس دیگر هرگز ازدواج نکرد.
هالینا خود نیز مشکلات قلبی داشت و چندان امیدی به ادامهٔ حیاتش وجود نداشت؛ ولی امکانی فراهم شد تا او برای جراحی به آمریکا برود. عمل در سال ۱۹۵۸ با موفقیت صورت گرفت. هالینا می‌خواست تا حد امکان از آیندهٔ به‌دست‌آوردهٔ خویش استفاده کند سعی کرد هر چه زودتر انگلیسی بیاموزد. او برای ادامهٔ تحصیل در اسمیس کالج (به انگلیسی: Smith College) در نورتهامپتون ماساچوست پذیرفته شد و به مدت سه سال در آن‌جا درس خواند. پس از بازگشت به لهستان به در قدیمی‌ترین دانشگاه لهستان، دانشگاه یاگیه‌لونیان (به لهستانی: Uniwersytet Jagielloński) شهر کراکو برگشت تا در مقطع دکترا فلسفه بخواند. او به‌عنوان دانشجوی دکترا تدریس هم می‌کرد.

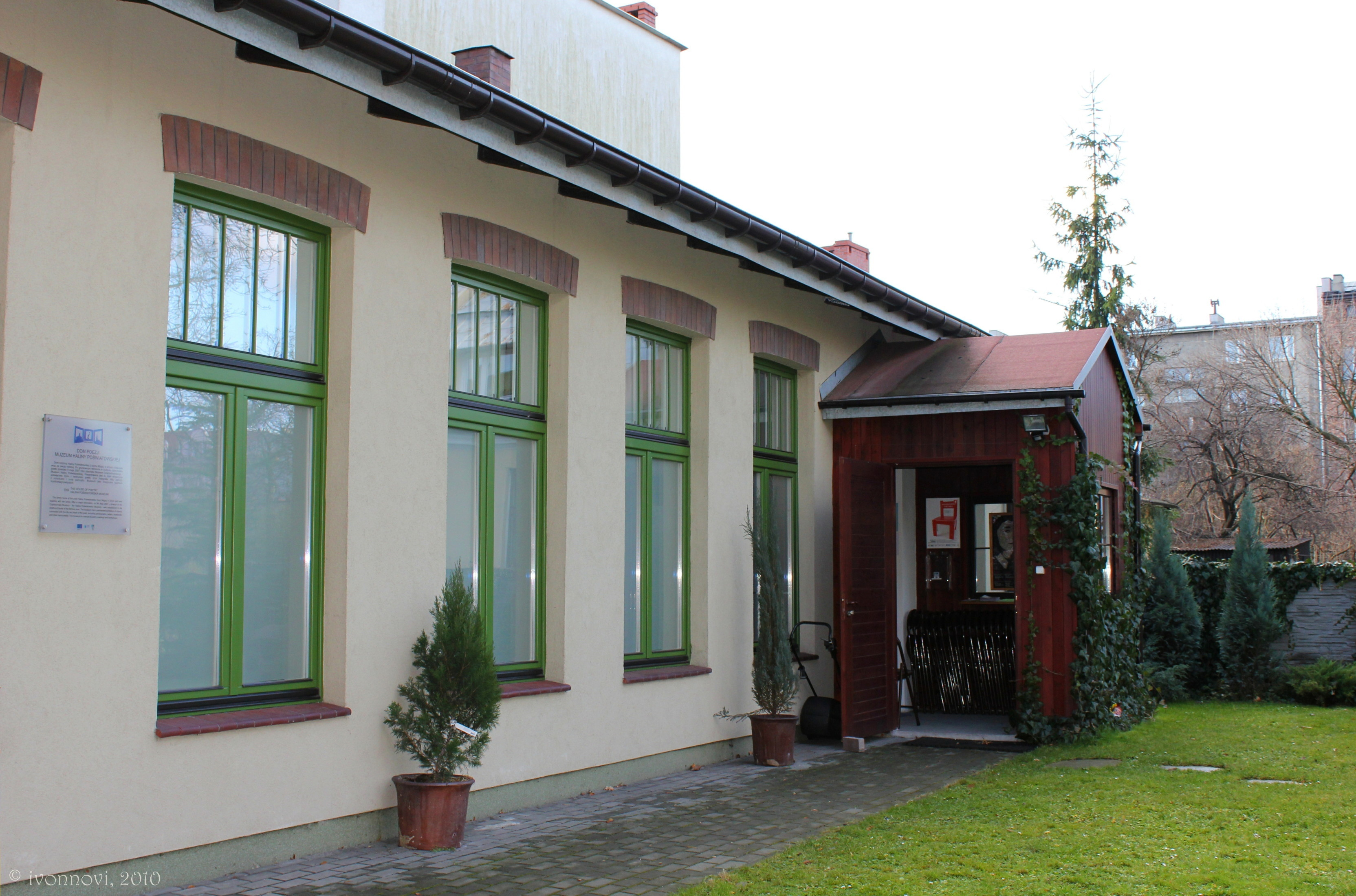
خانه شعر - موزه هالینا پوشویاتوسکا - نمای بیرونی؛ عکس از ایونا نویسکا

پس از پنج–شش سال وضع قلبش دوباره عود کرد. هالینا برای عمل به ورشو رفت و چند روز بعد از دومین جراحی قلبی، در ۱۱ اکتبر سال ۱۹۶۷ درگذشت. او در همان بیمارستانی درگذشت که بعدها در سال ۱۹۹۶ کریشتوف کیشلووسکی نیز در آن درگذشت.

## فعالیت ادبی
هالینا نخستین شعر خود را در ۲۱ سالگی در مطبوعات به چاپ رساند. یک سال بعد، نخستین مجموعه شعرش را با نام «سرود بت‌پرستانه» منتشر کرد. این مجموعه با اقبال شاعران و منتقدان لهستانی روبرو شد. این عضو انجمن نویسندگان و شاعران لهستان طی زندگانی‌اش دو دفتر شعر دیگر نیز منتشر کرد: مجموعه شعر «امروز» (۱۹۶۳) و «چامه‌ای برای دستان» (۱۹۶۶) به‌اضافهٔ رمان کوتاه خودزندگی‌نامه‌ای «داستانی برای دوستی» (۱۹۶۷).
پس از درگذشت هالینا، اشعار چاپ‌نشدهٔ بسیاری از او پیدا شد، به‌اضافهٔ قصه‌ای برای کودکان، نمایش‌نامه‌ها و نامه‌هایش. دو مجموعه شعر دیگر پس از مرگ زودرس شاعر منتشر شد: «خاطره‌ای دیگر» (۱۹۶۸) و «اشعار بازیافته» (۱۹۹۷). «اشعار بازیافته» شامل اشعار چاپ‌شده و چاپ‌نشده و قصه‌های کودکان و نمایش‌نامه‌ها و نامه‌های هالینا بود.
در مجموع، هالینا طی زندگی ۳۲سالهٔ خود بیش از ۵۰۰ شعر سروده‌است. در سال ۱۹۹۷ مجموعه آثار او در کراکو چاپ شد.

## سبک
هالینا جزو نسل شاعرانی بود که به نام نسل «زمان معاصر» در لهستان شناخته می‌شوند. هالینا شعر سپید می‌سرود و قالب‌شکنی می‌کرد؛ شعرش به شکل آزاد بود و وزن هجایی به کار نمی‌برد؛ از حروف بزرگ (که طبق روش سنتی می‌بایست بر سر هر سطر بیاید) پرهیز می‌کرد و حتی نقطه‌گذاری هم نمی‌کرد. اکثر اشعارش هیچ نام و عنوانی ندارد. هالینا شاعری بود که راجع به زنانگی خود می‌گفت؛ زنی بود شجاع که سعی بر این داشت تا دربارهٔ شور و آرزو و دلتنگی‌هایش به‌عنوان یک زن صحبت کند. موضوع اصلی شعر هالینا مرگ و عشق است. با وجود این‌که مرگ همچنان در آستانهٔ زندگی‌اش در کمین بود، هالینا به افسردگی تن نمی‌داد و شوق زندگی و انرژی مثبت در درونش می‌جوشید. این برداشت عاشقانه از زندگی در شعرش انعکاسی می‌یابد. علاقهٔ او به تفکر فلسفی نیز در اشعارش مشهود است.

## یادمان شاعر
چهل سال پس از درگذشت شاعر، در سال ۲۰۰۷ در خانهٔ پدری‌اش موزهٔ «هالینا پوشویاتووسکا» تأسیس شد. از آن زمان مسؤولیت این موزه بر عهدهٔ برادر کوچک هالینا، زبیگنیو میگا (به لهستانی: Zbigniew Myga) است. در لهستان به نام هالینا پوشویاتووسکا چند مسابقهٔ شعر و دکلمهٔ شعر برای نوجوانان وجود دارد. غیر از موزه‌ای به نام این بانوی شاعر لهستانی، در شهر زادگاهش نیمکتی وجود دارد به‌نام «هالینا» که تندیسی از شاعر بر آن نشسته‌است با گربه‌ای کنار پایش.

## آثارشناسی
شعر
- سرود بت‌پرستانه (۱۹۵۸)
- امروز (۱۹۶۳)
- چامه‌ای برای دستان (۱۹۶۶)
- خاطرهٔ دیگری (۱۹۶۸)
- اشعار بازیافته (۱۹۶۸)

داستان
- داستانی برای دوستی (۱۹۶۷)
- اشعار بازیافته (۱۹۶۸)

### ترجمهٔ آثار به فارسی

#### ترجمه های دولتشاهی و نویسکا

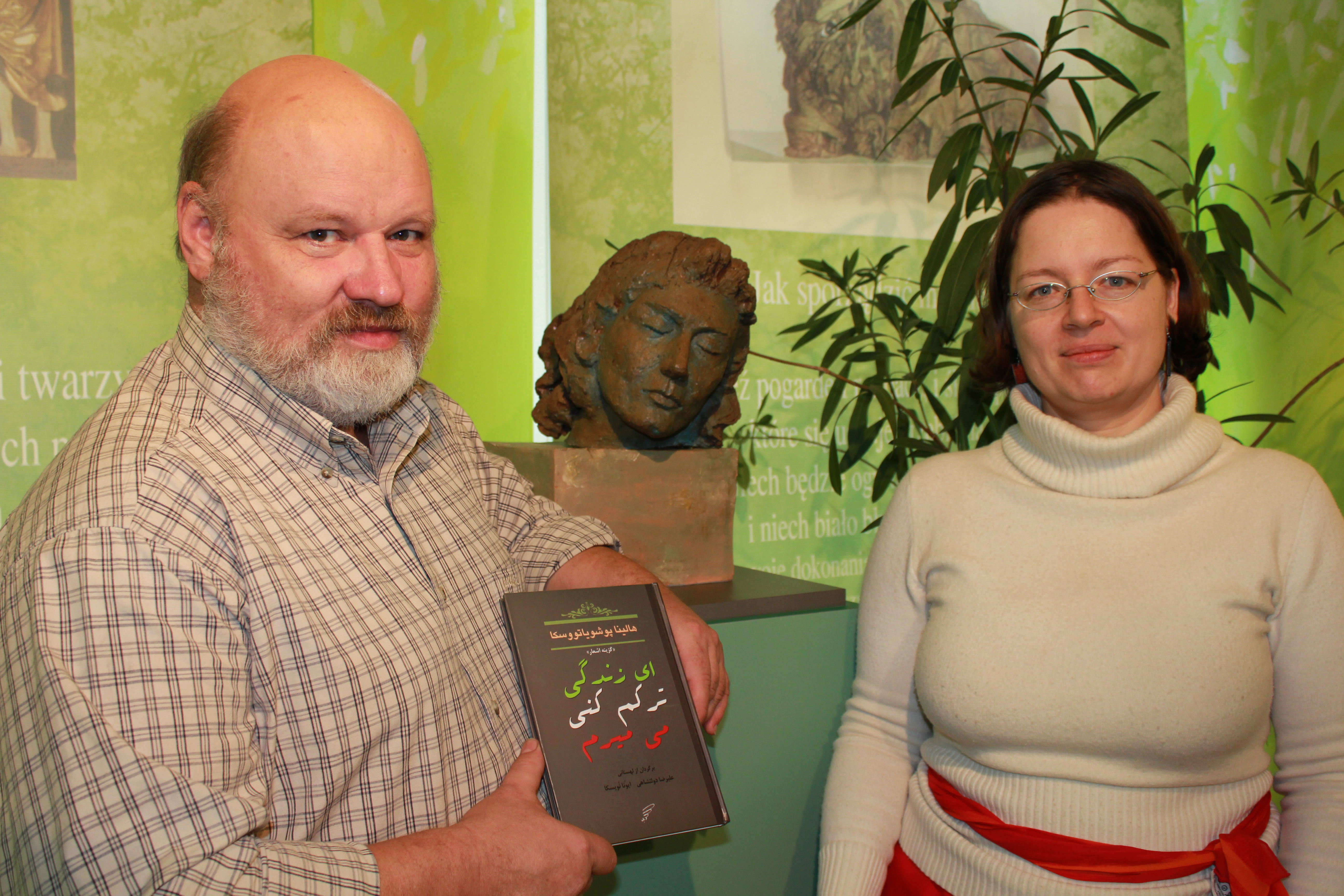
دفتر شعر هالینا ای زندگی، ترکم کنی می میرم توسط یکی از دو نفر مترجمین، ایونا نویسکا، به برادر شاعر و سرپرست موزه وی، ازبیگنیو میگا، تقدیم می شود؛ زادگاه شاعر، ۶ آبان ۱۳۸۹.

هالینا پوشویاتوسکا برای اوّلین بار در سال ۱۳۸۵ به ترجمهٔ علیرضا دولتشاهی و ایونا نویسکا به خوانندگان فارسی زبان معرفی شده است. هر چند آن دو، کار ترجمه اشعار هالینا را به ابتکار ایونا نویسکا در سال ۱۳۷۵ تما کرده بودند، امّا ترجمه یشان با تأخیر ده دوازده ساله به چاپ رسید.
همه ترجمه های این تیم مترجمین از اصل یعنی از زبان لهستانی است.

##### اینترنت
اوّلین ترجمه دولتشاهی و نویسکا از هالینا که معرفی شد، شعر «*** فریاد می زنم» بود که در اسفندماه سال ۱۳۸۵ در اینترنت، در سایت خزه آمد.

به زودی بعد از آن، در خردادماه سال ۱۳۸۶، پنج تا شعر دیگر به ترجمه همین دو نفر در سایت خزه معرفی شد. این اشعار عبارت بود از: «*** اگر می خواهی ترکم کنی»، «*** و این پروانه که عادت داشت»، «*** ازلی اند این وِاژه ها»، «*** از روزی که آشنا شدیم»، «*** شعله» و «*** سقراط که زهر می نوشید».

##### مجله
اوّلین چاپ کتبی اشعار هالینا که ترجمه دولتشاهی و نویسکا بوده است، در مقاله ای «تناببازی روز خط مرگ و زندگی. ۹ شعر از هالینا پشویاتوسکا» به قلم نویسکا در شماره نوروزی مجله گیلوا سال ۱۳۸۷ منتشر شد. بر خلاف عنوان، تعداد اشعار هالینا که در این مقاله آمد، نه تا نیست بلکه هشت تا. اشتباه از آن رو پیش آمد که ویراستار، یک شعر را (*** از زمانی که پرنده ها از واژهایم پریدند) به دو تا شعر تقسیم کرد یعنی بند سوّم و چهارم را جدا و یک شعر مستقل محسوب کرد.
اشعاری که در این مقاله آمده، عبارت است از: «*** می پرسی - شتران کاروان»، «*** سقراط که زهر می نوشید»، «*** ژولیتم»، «*** دلارام»، «*** شاخه های عشق را کندم»، «*** اگر می خواهی ترکم کنی»، «*** از زمانی که پرنده ها از واژهایم پریدند» (به اشتباه عنوان آن، «بمان» گذاشته شد) و  «*** از گاه رفتنش کورم».

##### کتاب
در سال ۱۳۸۹ سرانجام مجموعه ترجمه های قدیم علیرضا دولتشاهی و ایونا نویسکا به شکل کتاب بعنی دفتر شعر هالینا به نام «ای زندگی، ترکم کنی می میرم» در آمد. این دفتر شعر شامل ترجمه ۵۵ تا شعر از اصل لهستانی به اضافه مقدمه دولتشاهی و پیشگفتار به قلم این مترجمین می باشد.

##### بازتاب
در سال ۱۳۹۱ دفتر «ای زندگی، ترکم کنی می میرم» توسط شهرنوش پارسیپور در سایت رادیو زمانه معرفی شد.

#### ترجمه های دیگر
- میان کلمات و پروانه‌ها: گزیدهٔ اشعار، مینو مهرآذر، تهران: نشر قو، ۱۳۸۶، ۴۸ ص.[۲۸]

- آدمک، مترسک، و عاشق، برگردان ضیاء قاسمی و ا و کاتاژینا وانسالا، تهران: سرزمین اهورایی، ۱۳۹۳، ۸۶ ص.[۲۹]

## نمونه اثر

### نمونه شعر
فریاد می‌زنم

هرگاه که می‌خواهم زنده باشم

آن‌گاه که زندگی ترک می‌گویدم

به آن می‌چسبم

می‌گویم زندگی

زود است رفتن

دست گرمش در دستم

لبم کنار گوشش

نجوا می‌کنم

ای زندگی

— زندگی گویی معشوقی‌ست

که می‌رود —

از گردنش می‌آویزم

فریاد می‌زنم

ترکم کنی می‌میرم

### نمونه نثر
و این پروانه که عادت داشت بر پای چپم بنشیند گاهی که من خسته بر کوره‌راه جنگل کنار دریاچه یله می‌دادم چه خواهد کرد. برای جنگل نگران نیستم و نه برای آب که همیشه زنده، روان و مواج ماهی و سوسک در آن زندگی می‌کنند و گاه‌گاه نسیم، دوان‌دوان از آن می‌گریزد. اما پروانهٔ تک و تنها پروانه‌ای که دیگر هیچ کَس‌اش نمی‌گوید: چه محشری تو. در مخمل بالت خورشید کوچک چشم‌آبی را بستی بی‌این خورشید این قسمت جنگل بر همین کوره‌راه تاریک می‌بود. درست همان‌جایی که دست و پا و لبخند من است. لبخندم، آره مطمئنم، خاموش می‌شد اگر نبودی و می‌ترسم دلشوره دارم نکند دوست ما آن‌قدر صمیمی باشد که تو هم نتوانی بی‌لبخند من بمانی.

## پی‌نوشت
1. ↑  نویسکا، «ای زندگی...»، رادیو زمانه.
2. ↑  نویسکا، «ای زندگی...»، خبر آنلاین.
3. ↑  نویسکا، «ای زندگی...»، رادیو زمانه.
4. ↑  نویسکا، «ای زندگی...»، خبر آنلاین.
5. ↑  نویسکا، «ای زندگی...»، رادیو زمانه.
6. ↑  نویسکا، «ای زندگی...»، رادیو زمانه.
7. ↑  نویسکا، «ای زندگی...»، خبر آنلاین.
8. ↑  نویسکا، «ای زندگی...»، رادیو زمانه.
9. ↑  نویسکا، «ای زندگی...»، خبر آنلاین.
10. ↑  نویسکا، «ای زندگی...»، رادیو زمانه.
11. ↑  نویسکا، «ای زندگی...»، رادیو زمانه.
12. ↑  نویسکا، «ای زندگی...»، خبر آنلاین.
13. ↑  نویسکا، «ای زندگی...»، رادیو زمانه.
14. ↑  نویسکا، «ای زندگی...»، رادیو زمانه.
15. ↑  نویسکا، «ای زندگی...»، رادیو زمانه.
16. ↑  نویسکا، «ای زندگی...»، رادیو زمانه.
17. ↑  نویسکا، «ای زندگی...»، خبر آنلاین.
18. ↑  نویسکا، «ای زندگی...»، رادیو زمانه.
19. ↑  نویسکا، «ای زندگی...»، خبر آنلاین.
20. ↑  نویسکا، «ای زندگی...»، خبر آنلاین.
21. ↑  نویسکا، «ای زندگی...»، رادیو زمانه.
22. ↑  نویسکا، «ای زندگی...»، رادیو زمانه.
23. ↑  پوشویاتوسکا هالینا، «ای زندگی ترکم کنی می‌میرم، تهران ۱۳۸۹، ص. ۷.
24. ↑   بایگانی‌شده  در ۱۷ ژوئن ۲۰۱۹ توسط Wayback Machine سایت خزه، بازدید ۲۲ تیر ۱۳۹۷ - به توضیح تأسیس کننده سایت، صالح تسبیحی، به همین تاریخ، سایت به مدّت چند سال بایگانی بود، امّا الان دیگر قابل دسترس نیست.
25. ↑   بایگانی‌شده  در ۱۷ ژوئن ۲۰۱۹ توسط Wayback Machine سایت خزه، بازدید ۲۲ تیر ۱۳۹۷ – لینک قابل دسترس نیست.
26. ↑  نویسکا ایونا، «تناببازی روز خط مرگ و زندگی. ۹ شعر از هالینا پشویاتوسکا»، برگردان از لهستانی علیرضا دولتشاهی و ایونا نویسکا، گیلوا. ویزه فرهنگ، هنر و ادبیات، نوروز ۱۳۸۷ خرشیدی، ضمیمه شماره ۹۷، ص. ۴۵-۴۳.
27. ↑  [ http://archive.radiozamaneh.com/culture/revayat/2012/11/19/21723 بایگانی‌شده  در ۱۳ ژوئیه ۲۰۱۹ توسط Wayback Machine] رادیو زمانه – روایت زمانه، بازدید ۲۲ تیر ۱۳۹۷ .
28. ↑  پوشویاتوسکا، میان کلمات و پروانه‌ها، فهرست‌نویسی.
29. ↑  پوشویاتوسکا، ای زندگی...، فهرست‌نویسی.
30. ↑  پوشویاتوسکا، ای زندگی...، ۴۶.
31. ↑  پوشویاتوسکا، ای زندگی...، ۵۸.